# Mário Gennari Filho
Mário Gennari Filho (São Paulo, 7 de julho de 1929 – São Paulo, junho de 1989) foi um compositor e multi-instrumentista brasileiro.
Foi um exemplo de superação pois, apesar de ser cego, tornou-se um excelente instrumentista, que tocava acordeão, violão, piano, solovox e guitarra havaiana.
Criou um conservatório de acordeão na cidade de São Paulo, em parceria com a também acordeonista Rosani M. de Barros. Trabalhou em rádio (Rádio Tupi e Rádio Difusora) e televisão (TV Tupi).
Gravou inúmeros discos; ao todo foram 62 discos de 78 rotações, de 1943 a 1963. Recebeu diversos prêmios como melhor instrumentista, entre eles o Prêmio Roquete Pinto.